# بخوان لبانم را (فیلم)
بخوان لبانم را (فرانسوی: Sur mes lèvres‎) فیلمی در ژانر مهیج، درام و جنایی به کارگردانی ژاک اودیار است که در سال ۲۰۰۱ منتشر شد. از بازیگران آن می‌توان به ونسان کسل اشاره کرد.

## داستان
کارلا زنی کم‌شنوا و تنها است که در یک شرکت در پاریس به عنوان منشی مشغول به کار است. ورود کارآموزی به نام پاول که تازه ار زندان آزاد شده و جوان خوش‌قیافه‌ای است به شرکت، حوادث جدیدی را در زندگی کارلا رقم می‌زند.

## بازیگران
- ونسان کسل
- امانوئل دِوس
- اولیویا بونامی
- اولیویه گورمه
- برنار آلن

## جوایز
- جایزه سزار
  - جایزه بهترین بازیگر زن
  - جایزه بهترین فیلمنامه
  - جایزه بهترین صدا